# Mellicta vesubiella
Mellicta vesubiella är en fjärilsart som beskrevs av Ruggero Verity 1932. Mellicta vesubiella ingår i släktet Mellicta och familjen praktfjärilar. Inga underarter finns listade i Catalogue of Life.